# Ola Wenström
Knut Ola Wilhelm Wenström, född 18 december 1966 i Västervik, är en svensk programledare och sportjournalist, som för närvarande arbetar som frilans som krönikör, programledare och producent, i första hand med tidningen Svensk Golf och ATG som uppdragsgivare.  
Under sin karriär har Wenström jobbat på Radiosporten (1990-95), TV4 (1995-2008), Viasat/Viaplay/MTG/Nent (2008-2021). Han har bland annat varit tv-ankare för stora mästerskap som OS, EM och VM i fotboll, ishockey och handboll. Wenström är kanske mest förknippad med sin programledarroll i sändningarna från Champions League och engelska Premier League.
2016 blev Ola Wenström utnämnd till Årets sportjournalist av Svenska Sportjournalistförbundet med motiveringen: ”Trygg, kunnig, varm och nyfiken. Innovativ, utvecklande och framåt såväl i bild som i skrift i ett föränderligt medieklimat.”
I sex omröstningar i rad mellan åren 2013 och 2020 röstade besökarna på supportersajten Svenska Fans Wenström till vinnare av Guldskölden som Årets programledare. Vid ett flertal tillfällen har han nominerats till tv-priset Kristallen som Årets sportprofil. 2019 mottog Wenström och Viaplay jurypriset för Årets sportproduktion efter arbetet med Champions League. 
Wenström är sedan våren 2021 återkommande skribent för tidningen Svensk Golf. Han efterträdde Göran Zachrisson under titeln ”Slutord Wenström”. I oktober 2021 presenterades han som krönikör och programledare för ATG med internationell fotboll som arbetsområde och producerar där programmet ”Världens Bästa Fotboll”.
Wenström driver sedan 2008 produktionsbolaget Wenström Television tillsammans med sin fru Lotta, som bland annat gjort dokumentärerna ”Tre Kronor – världsmästarna” och ”Amadeus. Mer än en son”, båda för Viaplay och TV3. Paret äger och driver också gemensamt sommarrestaurangen Knuts Fru Ann i Viken i Höganäs kommun.